# Superliga de China 2022
La temporada 2022 fue la 19.ª edición de la máxima categoría del fútbol en la República Popular China desde el establecimiento de la Superliga de China en el año 2004. El patrocinador del título de la liga fue Ping An Insurance. La temporada comenzó el 3 de junio y finalizó el 31 de diciembre.
En esta edición la liga se expandió de 16 a 18 equipos.

## Datos generales

### Ascensos y descensos
| Pos.  | Descendidos de la Superliga 2021 |
| ----- | -------------------------------- |
| Ret.  | Chongqing Liangjiang Athletic    |
| Prom. | Qingdao                          |

| Pos.  | Ascendidos de la China League One 2021 |
| ----- | -------------------------------------- |
| 1.º   | Wuhan Three Towns                      |
| 2.º   | Meizhou Hakka                          |
| Prom. | Zhejiang                               |
| Prom. | Chengdu Rongcheng                      |

## Formato
Por efectos de la pandemia de covid-19 el formato de la temporada fue modificado, los detalles fueron revelados el 13 de mayo de 2022. En un inicio la temporada fue dividida en cuatro etapas (10, 8, 8 y 8 jornadas respectivamente). En la primera etapa, los 18 equipos fueron divididos en tres grupos. Los anfitriones fueron colocados en cada grupo y los otros equipos fueron sorteados en base a su ubicación en la temporada pasada. En la segunda, tercera y cuarta etapa, los equipos en los tres grupos serían intercambiados para asegurar que cada uno pueda jugar contra otro dos veces. Sin embargo, la organización decidió mantener el sistema de liga todos contra todos en sus respectivos estadios desde el 5 de agosto (jornada 11).

### Grupos
El sorteo de las etapas fue celebrado el 13 de mayo de 2022.
| Meizhou Hakka          | (CL1), 2.° (anfitrión) | -  | A1 | A |
| Beijing Guoan          | 5.°                    | 5  | A2 | A |
| Shenzhen               | 6.°                    | 6  | A3 | A |
| Cangzhou Mighty Lions  | 11.°                   | 11 | A4 | A |
| Tianjin Jinmen Tiger   | 12.°                   | 12 | A5 | A |
| Chengdu Rongcheng      | (CL1), 4.°             | 17 | A6 | A |
| Shandong Taishan       | 1.°                    | 1  | B1 | B |
| Changchun Yatai        | 4.°                    | 4  | B2 | B |
| Guangzhou City         | 7.°                    | 7  | B3 | B |
| Henan Songshan Longmen | 10.°                   | 10 | B4 | B |
| Dalian Pro             | 15.°                   | 13 | B5 | B |
| Zhejiang               | (CL1), 3.°             | 16 | B6 | B |
| Shanghái Port          | 2.°                    | 2  | C1 | C |
| Guangzhou              | 3.°                    | 3  | C2 | C |
| Hebei                  | 8.°                    | 8  | C3 | C |
| Shanghái Shenhua       | 9.°                    | 9  | C4 | C |
| Wuhan Yangtze River    | 14.°                   | 14 | C5 | C |
| Wuhan Three Towns      | (CL1), 1.°             | 15 | C6 | C |

### Sedes centralizadas
- Meizhou (Grupo A)
  - Hengbei Football Town Field No.9
  - Estadio Meixian Tsang Hin-chi
  - Wuhua County Olympic Sports Centre
- Haikou (Grupo B)
  - Estadio Wuyuan River
  - Estadio Wuyuan River Outer Field No.2
  - Haikou Mission Hills Football Training Base
- Dalian (Grupo C)
  - Estadio Puwan
  - Estadio Jinzhou

## Equipos
| Shandong Taishan                          | Hao Wei              | Jinan     | Jinan Olympic Sports Center        | 56 808 |
| Guangzhou                                 | Zheng Zhi            | Cantón    | Tianhe                             | 54 856 |
| Shanghái Port                             | Ivan Leko            | Shanghái  | Pudong Football                    | 37 000 |
| Changchun Yatai                           | Chen Yang            | Changchun | Ciudad de Changchun                | 38 500 |
| Shenzhen                                  | Zhang Xiaorui        | Shenzhen  | Shenzhen Universiade Sports Centre | 60 334 |
| Beijing Guoan                             | Xie Feng             | Pekín     | Beijing Fengtai                    | 31 043 |
| Hebei                                     | Kim Jong-boo         | Langfang  | Langfang                           | 30 040 |
| Guangzhou City                            | Jean-Paul van Gastel | Cantón    | Yuexiushan                         | 35 000 |
| Henan Songshan Longmen                    | Javier Pereira       | Zhengzhou | Zhengzhou Hanghai                  | 29 860 |
| Meizhou Hakka                             | Milan Ristić         | Wuhua     | Huitang                            | 30 000 |
| Shanghái Shenhua                          | Mao Yijun            | Shanghái  | Hongkou                            | 33 060 |
| Cangzhou Mighty Lions                     | Svetozar Šapurić     | Cangzhou  | Cangzhou                           | 31 836 |
| Tianjin Jinmen Tiger                      | Yu Genwei            | Tianjin   | Olímpico                           | 54 696 |
| Dalian Pro                                | Xie Hui              | Dalian    | Dalian Sports Centre Stadium       | 61 000 |
| Wuhan Yangtze River                       | Li Jinyu             | Wuhan     | Wuhan Five Rings Sports Center     | 30 000 |
| Wuhan Three Towns                         | Pedro Morilla        | Wuhan     | Hankou Cultural Sports Centre      | 20 000 |
| Zhejiang                                  | Jordi Vinyals        | Hangzhou  | Huzhou Olympic Sports Centre       | 40 000 |
| Chengdu Rongcheng                         | Seo Jung-won         | Chengdu   | Chengdu Longquanyi                 | 27 000 |
| Datos actualizados al 28 de mayo de 2022. |                      |           |                                    |        |

## Clasificación
Actualizado el 31 de diciembre de 2022.
| Pos. | Equipo                  | Pts. | PJ | G  | E  | P  | GF | GC  | Dif. | Clasificación o descenso               |
| ---- | ----------------------- | ---- | -- | -- | -- | -- | -- | --- | ---- | -------------------------------------- |
| 1    | Wuhan Three Towns (C)   | 78   | 34 | 25 | 3  | 6  | 91 | 28  | +63  | Fase de grupos de Liga de Campeones    |
| 2    | Shandong Taishan        | 78   | 34 | 25 | 3  | 6  | 87 | 29  | +58  | Fase de grupos de Liga de Campeones    |
| 3    | Zhejiang                | 65   | 34 | 18 | 11 | 5  | 64 | 28  | +36  | Ronda de play-off de Liga de Campeones |
| 4    | Shanghái Port           | 65   | 34 | 20 | 5  | 9  | 55 | 25  | +30  | Ronda de play-off de Liga de Campeones |
| 5    | Chengdu Rongcheng       | 65   | 34 | 18 | 11 | 5  | 49 | 28  | +21  |                                        |
| 6    | Henan Songshan Longmen  | 59   | 34 | 17 | 8  | 9  | 60 | 32  | +28  |                                        |
| 7    | Beijing Guoan           | 58   | 34 | 17 | 7  | 10 | 57 | 49  | +8   |                                        |
| 8    | Tianjin Jinmen Tiger    | 49   | 34 | 14 | 7  | 13 | 45 | 42  | +3   |                                        |
| 9    | Meizhou Hakka           | 49   | 34 | 14 | 7  | 13 | 43 | 41  | +2   |                                        |
| 10   | Shanghái Shenhua        | 47   | 34 | 14 | 11 | 9  | 42 | 34  | +8   |                                        |
| 11   | Dalian Pro              | 45   | 34 | 12 | 9  | 13 | 49 | 53  | −4   |                                        |
| 12   | Cangzhou Mighty Lions   | 44   | 34 | 11 | 11 | 12 | 47 | 51  | −4   |                                        |
| 13   | Changchun Yatai         | 44   | 34 | 11 | 11 | 12 | 49 | 50  | −1   |                                        |
| 14   | Shenzhen                | 30   | 34 | 9  | 3  | 22 | 29 | 74  | −45  |                                        |
| 15   | Guangzhou City (D)      | 23   | 34 | 6  | 5  | 23 | 32 | 62  | −30  | Retirado                               |
| 16   | Wuhan Yangtze River (D) | 19   | 34 | 8  | 4  | 22 | 34 | 71  | −37  | Descenso a la Liga Uno de China        |
| 17   | Guangzhou (D)           | 17   | 34 | 3  | 8  | 23 | 24 | 63  | −39  | Descenso a la Liga Uno de China        |
| 18   | Hebei (D)               | −3   | 34 | 2  | 0  | 32 | 18 | 115 | −97  | Descenso a la Liga Uno de China        |

 Fuente: CSL, Soccerway
Criterios de clasificación: 

- Durante la temporada: 1) Puntos; 2) Gol diferencia; 3) Goles anotados.
- Después de la temporada: 1) Puntos; 2) Puntos en partidos directos; 3) Gol diferencia en partidos directos; 4) Goles anotados en partidos directos; 5) Gol diferencia; 6) Puntuaciones promedio de la liga de reserva y las ligas juveniles.

Notas:
1. 1 2  Gol diferencia: Wuhan Three Towns +63, Shandong Taishan +58.
2. ↑  Campeón de la Copa FA de China 2022.
3. 1 2 3  Puntos en partidos directos: Zhejiang 6, Shanghái Port 5, Chengdu Rongcheng 3.
4. 1 2  Puntos en partidos directos: Tianjin Jinmen Tiger 4, Meizhou Hakka 1.
5. ↑  Shanghái Shenhua fue sancionado con la reducción de 6 puntos por no pagar salarios a su plantilla.[11]
6. 1 2  Puntos en partidos directos: Cangzhou Mighty Lions 3, Changchun Yatai 3. Gol diferencia en partidos directos: Cangzhou Mighty Lions +1, Changchun Yatai –1.
7. ↑  Guangzhou City se retiró del torneo al finalizar la temporada.
8. ↑  Wuhan Yangtze River fue sancionado con la reducción de 3 puntos por no pagar salarios a su plantilla, posteriormente se le redujeron 6 puntos más.[12][11]
9. ↑  Hebei fue sancionado con la reducción de 3 puntos por no pagar salarios a su plantilla, posteriormente se le redujeron 6 puntos más.[12][11]

## Resultados
- Los horarios corresponden al huso horario de China (UTC+8).

### Primera vuelta
| Guangzhou              | 0 - 1 | Shanghái Shenhua      | Puwan                       | 3 de junio | 20:00 |
| Hebei                  | 0 - 4 | Wuhan Three Towns     | Jinzhou                     | 3 de junio | 20:00 |
| Shandong Taishan       | 1 - 0 | Zhejiang              | Wuyuan River                | 3 de junio | 20:00 |
| Shanghái Port          | 0 - 1 | Wuhan Yangtze River   | Jinzhou                     | 4 de junio | 15:30 |
| Shenzhen               | 2 - 0 | Chengdu Rongcheng     | Wuhua Hengpi Football Town  | 4 de junio | 16:30 |
| Changchun Yatai        | 4 - 1 | Guangzhou City        | Wuyuan River                | 4 de junio | 17:30 |
| Meizhou Hakka          | 1 - 1 | Tianjin Jinmen Tiger  | Wuhua Olympic Sports Center | 4 de junio | 19:00 |
| Henan Songshan Longmen | 2 - 2 | Dalian Pro            | Wuyuan River Field 2        | 4 de junio | 19:30 |
| Beijing Guoan          | 1 - 2 | Cangzhou Mighty Lions | Meixian Tsang Hin-chi       | 5 de junio | 19:00 |

| Wuhan Three Towns      | 6 - 0 | Guangzhou        | Puwan                       | 7 de junio | 15:30 |
| Wuhan Yangtze River    | 2 - 1 | Hebei            | Jinzhou                     | 7 de junio | 17:30 |
| Zhejiang               | 0 - 0 | Changchun Yatai  | Wuyuan River Field 2        | 7 de junio | 19:30 |
| Henan Songshan Longmen | 4 - 1 | Shandong Taishan | Wuyuan River Field 2        | 8 de junio | 17:30 |
| Dalian Pro             | 0 - 3 | Guangzhou City   | Wuyuan River                | 8 de junio | 19:30 |
| Chengdu Rongcheng      | 2 - 3 | Beijing Guoan    | Meixian Tsang Hin-chi       | 8 de junio | 19:30 |
| Shanghái Shenhua       | 2 - 0 | Shanghái Port    | Puwan                       | 8 de junio | 19:30 |
| Cangzhou Mighy Lions   | 1 - 1 | Meizhou Hakka    | Wuhua Hengpi Football Town  | 9 de junio | 17:30 |
| Tianjin Jinmen Tiger   | 1 - 2 | Shenzhen         | Wuhua Olympic Sports Center | 9 de junio | 19:30 |

| Guangzhou              | 0 - 1 | Wuhan Yangtze River  | Puwan                       | 11 de junio | 17:30 |
| Henan Songshan Longmen | 3 - 1 | Zhejiang             | Mission Hills Football Base | 11 de junio | 19:30 |
| Hebei                  | 0 - 2 | Shanghái Port        | Jinzhou                     | 11 de junio | 19:30 |
| Guangzhou City         | 0 - 1 | Shandong Taishan     | Wuyuan River Field 2        | 12 de junio | 17:30 |
| Cangzhou Mighty Lions  | 0 - 0 | Chengdu Rongcheng    | Wuhua Olympic Sports Center | 12 de junio | 19:30 |
| Changchun Yatai        | 1 - 1 | Dalian Pro           | Wuyuan River                | 12 de junio | 19:30 |
| Shanghái Shenhua       | 1 - 1 | Wuhan Three Towns    | Jinzhou                     | 12 de junio | 19:30 |
| Beijing Guoan          | 1 - 0 | Tianjin Jinmen Tiger | Wuhua Hengpi Football Town  | 13 de junio | 16:30 |
| Shenzhen               | 1 - 2 | Meizhou Hakka        | Meixian Tsang Hin-chi       | 13 de junio | 19:30 |

| Shanghái Port        | 1 - 0 | Guangzhou              | Jinzhou                     | 15 de junio | 17:30 |
| Guangzhou City       | 0 - 3 | Henan Songshan Longmen | Wuyuan River                | 15 de junio | 19:30 |
| Wuhan Yangtze River  | 1 - 3 | Wuhan Three Towns      | Puwan                       | 15 de junio | 19:30 |
| Hebei                | 1 - 3 | Shanghái Shenhua       | Puwan                       | 16 de junio | 15:30 |
| Tianjin Jinmen Tiger | 1 - 1 | Chengdu Rongcheng      | Wuhua Hengpi Football Town  | 16 de junio | 16:30 |
| Dalian Pro           | 1 - 1 | Zhejiang               | Mission Hills Football Base | 16 de junio | 17:30 |
| Shandong Taishan     | 4 - 0 | Changchun Yatai        | Wuyuan River Field 2        | 16 de junio | 19:30 |
| Shenzhen             | 1 - 0 | Cangzhou Mighty Lions  | Meixian Tsang Hin-chi       | 17 de junio | 17:30 |
| Meizhou Hakka        | 2 - 2 | Beijing Guoan          | Wuhua Olympic Sports Center | 17 de junio | 19:30 |

| Wuhan Three Towns     | 2 - 1 | Shanghái Port          | Puwan                       | 19 de junio | 17:30 |
| Guangzhou             | 1 - 0 | Hebei                  | Jinzhou                     | 19 de junio | 19:30 |
| Changchun Yatai       | 0 - 0 | Henan Songshan Longmen | Mission Hills Football Base | 20 de junio | 17:30 |
| Chengdu Rongcheng     | 0 - 0 | Meizhou Hakka          | Meixian Tsang Hin-chi       | 20 de junio | 17:30 |
| Guangzhou City        | 2 - 4 | Zhejiang               | Wuyuan River Field 2        | 20 de junio | 19:30 |
| Shanghái Shenhua      | 2 - 0 | Wuhan Yangtze River    | Jinzhou                     | 20 de junio | 19:30 |
| Beijing Guoan         | 4 - 1 | Shenzhen               | Wuhua Hengpi Football Town  | 21 de junio | 16:30 |
| Cangzhou Mighty Lions | 0 - 2 | Tianjin Jinmen Tiger   | Wuhua Olympic Sports Center | 21 de junio | 17:30 |
| Shandong Taishan      | 3 - 0 | Dalian Pro             | Wuyuan River                | 21 de junio | 19:30 |

| Guangzhou City        | 1 - 3 | Changchun Yatai        | Mission Hills Football Base | 24 de junio | 17:30 |
| Dalian Pro            | 0 - 2 | Henan Songshan Longmen | Wuyuan River Field 2        | 24 de junio | 19:30 |
| Cangzhou Mighty Lions | 1 - 1 | Beijing Guoan          | Wuhua Hengpi Football Town  | 25 de junio | 16:30 |
| Tianjin Jinmen Tiger  | 1 - 0 | Meizhou Hakka          | Wuhua Olympic Sports Center | 25 de junio | 19:30 |
| Zhejiang              | 2 - 0 | Shandong Taishan       | Wuyuan River                | 25 de junio | 19:30 |
| Wuhan Yangtze River   | 1 - 2 | Shanghái Port          | Puwan                       | 25 de junio | 19:30 |
| Wuhan Three Towns     | 5 - 0 | Hebei                  | Jinzhou                     | 26 de junio | 15:30 |
| Shanghái Shenhua      | 2 - 1 | Guangzhou              | Puwan                       | 26 de junio | 17:30 |
| Chengdu Rongcheng     | 2 - 2 | Shenzhen               | Meixian Tsang Hin-chi       | 26 de junio | 19:30 |

| Shandong Taishan | 2 - 0 | Henan Songshan Longmen | Wuyuan River Field 2        | 28 de junio | 18:30 |
| Guangzhou City   | 0 - 3 | Dalian Pro             | Mission Hills Football Base | 28 de junio | 19:30 |
| Shanghái Port    | 1 - 1 | Shanghái Shenhua       | Jinzhou                     | 29 de junio | 15:30 |
| Meizhou Hakka    | 4 - 1 | Cangzhou Mighty Lions  | Wuhua Hengpi Football Town  | 29 de junio | 16:30 |
| Shenzhen         | 2 - 3 | Tianjin Jinmen Tiger   | Meixian Tsang Hin-chi       | 29 de junio | 17:30 |
| Changchun Yatai  | 1 - 1 | Zhejiang               | Wuyuan River                | 29 de junio | 19:30 |
| Guangzhou        | 1 - 2 | Wuhan Three Towns      | Jinzhou                     | 30 de junio | 17:30 |
| Beijing Guoan    | 0 - 0 | Chengdu Rongcheng      | Wuhua Olympic Sports Center | 30 de junio | 19:30 |
| Hebei            | 2 - 1 | Wuhan Yangtze River    | Puwan                       | 30 de junio | 19:30 |

| Meizhou Hakka        | 1 - 0 | Shenzhen               | Wuhua Hengpi Football Town  | 3 de julio | 16:30 |
| Tianjin Jinmen Tiger | 1 - 2 | Beijing Guoan          | Meixian Tsang Hin-chi       | 3 de julio | 17:30 |
| Dalian Pro           | 2 - 2 | Changchun Yatai        | Wuyuan River Field 2        | 3 de julio | 17:30 |
| Wuhan Three Towns    | 4 - 2 | Shanghái Shenhua       | Puwan                       | 3 de julio | 19:30 |
| Shandong Taishan     | 2 - 0 | Guangzhou City         | Mission Hills Football Base | 3 de julio | 19:30 |
| Zhejiang             | 0 - 1 | Henan Songshan Longmen | Wuyuan River                | 3 de julio | 20:00 |
| Wuhan Yangtze River  | 2 - 1 | Guangzhou              | Jinzhou                     | 4 de julio | 15:30 |
| Shanghái Port        | 2 - 1 | Hebei                  | Puwan                       | 4 de julio | 17:30 |
| Chengdu Rongcheng    | 1 - 1 | Cangzhou Mighty Lions  | Wuhua Olympic Sports Center | 4 de julio | 19:30 |

| Zhejiang               | 2 - 0 | Dalian Pro           | Mission Hills Football Base | 6 de julio | 18:30 |
| Changchun Yatai        | 1 - 2 | Shandong Taishan     | Wuyuan River Field 2        | 6 de julio | 19:30 |
| Beijing Guoan          | 0 - 0 | Meizhou Hakka        | Wuhua Olympic Sports Center | 7 de julio | 17:30 |
| Shanghái Shenhua       | 1 - 0 | Hebei                | Jinzhou                     | 7 de julio | 17:30 |
| Cangzhou Mighty Lions  | 1 - 2 | Shenzhen             | Wuhua Olympic Sports Center | 7 de julio | 19:30 |
| Henan Songshan Longmen | 2 - 1 | Guangzhou City       | Wuyuan River                | 7 de julio | 19:30 |
| Chengdu Rongcheng      | 2 - 1 | Tianjin Jinmen Tiger | Wuhua Hengpi Football Town  | 8 de julio | 16:30 |
| Wuhan Three Towns      | 5 - 0 | Wuhan Yangtze River  | Puwan                       | 8 de julio | 17:30 |
| Guangzhou              | 0 - 1 | Shanghái Port        | Jinzhou                     | 8 de julio | 19:30 |

| Dalian Pro             | 1 - 3 | Shandong Taishan      | Mission Hills Football Base | 10 de julio | 18:30 |
| Zheijang               | 2 - 0 | Guangzhou City        | Wuyuan River Field 2        | 10 de julio | 19:30 |
| Meizhou Hakka          | 1 - 2 | Chengdu Rongcheng     | Wuhua Hengpi Football Town  | 11 de julio | 16:30 |
| Shenzhen               | 2 - 1 | Beijing Guoan         | Wuhua Olympic Sports Center | 11 de julio | 19:30 |
| Henan Songshan Longmen | 6 - 2 | Changchun Yatai       | Wuyuan River                | 11 de julio | 19:30 |
| Hebei                  | 0 - 1 | Guangzhou             | Puwan                       | 11 de julio | 19:30 |
| Wuhan Yangtze River    | 2 - 2 | Shanghái Shenhua      | Jinzhou                     | 12 de julio | 17:30 |
| Shanghái Port          | 0 - 1 | Wuhan Three Towns     | Puwan                       | 12 de julio | 18:30 |
| Tianjin Jinmen Tiger   | 3 - 0 | Cangzhou Mighty Lions | Meixian Tsang Hin-chi       | 12 de julio | 19:30 |

| Shanghái Shenhua       | 0 - 0 | Changchun Yatai     | Jinzhou                     | 5 de agosto | 17:30 |
| Hebei                  | 0 - 1 | Chengdu Rongcheng   | Mission Hills Football Base | 5 de agosto | 19:30 |
| Shenzhen               | 0 - 2 | Zhejiang            | Wuyuan River Field 2        | 5 de agosto | 20:00 |
| Dalian Pro             | 1 - 1 | Shanghái Port       | Puwan                       | 6 de agosto | 17:30 |
| Guangzhou City         | 0 - 3 | Wuhan Three Towns   | Yuexiushan                  | 6 de agosto | 19:30 |
| Tianjin Jinmen Tiger   | 0 - 1 | Shandong Taishan    | Mission Hills Football Base | 6 de agosto | 20:00 |
| Meizhou Hakka          | 2 - 1 | Wuhan Yangtze River | Wuhua Olympic Sports Center | 7 de agosto | 19:30 |
| Henan Songshan Longmen | 3 - 0 | Beijing Guoan       | Zhengzhou Hanghai           | 7 de agosto | 19:30 |
| Cangzhou Mighty Lions  | 2 - 0 | Guangzhou           | Wuyuan River                | 7 de agosto | 20:00 |

| Hebei                  | 3 - 4 | Tianjin Jinmen Tiger | Mission Hills Football Base  | 11 de agosto    | 20:00 |
| Wuhan Three Towns      | 5 - 1 | Beijing Guoan        | Wuhan Sports Center          | 12 de agosto    | 19:30 |
| Henan Songshan Longmen | 0 - 1 | Meizhou Hakka        | Zhengzhou Hanghai            | 13 de agosto    | 19:00 |
| Guangzhou City         | 0 - 5 | Wuhan Yangtze River  | Yuexiushan                   | 13 de agosto    | 19:30 |
| Shanghái Shenhua       | 2 - 1 | Shandong Taishan     | Jinzhou                      | 31 de agosto    | 19:30 |
| Cangzhou Mighty Lions  | 0 - 0 | Shanghái Port        | Dalian Sports Centre         | 1 de septiembre | 17:30 |
| Changchun Yatai        | 0 - 1 | Chengdu Rongcheng    | Changchun's People           | 1 de septiembre | 19:30 |
| Dalian Pro             | 5 - 1 | Shenzhen             | Puwan                        | 1 de septiembre | 19:30 |
| Zhejiang               | 3 - 0 | Guangzhou            | Huzhou Olympic Sports Center | 1 de septiembre | 19:30 |

| Hebei                  | 0 - 7 | Shandong Taishan  | Mission Hills Football Base | 15 de agosto | 20:00 |
| Tianjin Jinmen Tiger   | 2 - 2 | Changchun Yatai   | Wuyuan River Field 2        | 15 de agosto | 20:00 |
| Shanghái Port          | 2 - 0 | Shenzhen          | Yuanshen Sports Centre      | 16 de agosto | 19:30 |
| Shanghái Shenhua       | 0 - 2 | Chengdu Rongcheng | Jinzhou                     | 17 de agosto | 17:30 |
| Henan Songshan Longmen | 0 - 3 | Wuhan Three Towns | Zhengzhou Hanghai           | 17 de agosto | 19:30 |
| Meizhou Hakka          | 2 - 1 | Guangzhou City    | Wuhua Olympic Sports Center | 17 de agosto | 19:30 |
| Wuhan Yangtze River    | 1 - 4 | Beijing Guoan     | Dongxihu Sports Centre      | 17 de agosto | 19:30 |
| Cangzhou Mighty Lions  | 1 - 1 | Zhejiang          | Puwan                       | 24 de agosto | 17:30 |
| Guangzhou              | 0 - 0 | Dalian Pro        | Huadu                       | 24 de agosto | 19:30 |

| Dalian Pro          | 2 - 0 | Cangzhou Mighty Lions  | Puwan                       | 18 de agosto | 19:30 |
| Hebei               | 1 - 7 | Changchun Yatai        | Mission Hills Football Base | 19 de agosto | 20:00 |
| Shanghái Port       | 1 - 1 | Zhejiang               | Yuanshen Sports Centre      | 20 de agosto | 19:30 |
| Wuhan Yangtze River | 2 - 2 | Henan Songshan Longmen | Dongxihu Sports Centre      | 21 de agosto | 19:00 |
| Shandong Taishan    | 2 - 1 | Chengdu Rongcheng      | Jinan Olympic Sports Center | 21 de agosto | 19:00 |
| Guangzhou           | 4 - 1 | Shenzhen               | Huadu                       | 21 de agosto | 19:30 |
| Shanghái Shenhua    | 1 - 1 | Tianjin Jinmen Tiger   | Jinzhou                     | 21 de agosto | 19:30 |
| Meizhou Hakka       | 1 - 2 | Wuhan Three Towns      | Wuhua Olympic Sports Center | 22 de agosto | 19:30 |
| Beijing Guoan       | 1 - 0 | Guangzhou City         | Rizhao Int. Football Centre | 22 de agosto | 19:30 |

| Beijing Guoan          | 0 - 2 | Shanghái Shenhua     | Rizhao Int. Football Centre  | 26 de agosto | 20:00 |
| Shanghái Port          | 1 - 0 | Tianjin Jinmen Tiger | Dalian Sports Centre         | 27 de agosto | 17:30 |
| Guangzhou City         | 1 - 2 | Chengdu Rongcheng    | Yuexiushan                   | 27 de agosto | 19:30 |
| Wuhan Yangtze River    | 1 - 2 | Shandong Taishan     | Dongxihu Sports Centre       | 27 de agosto | 19:30 |
| Cangzhou Mighty Lions  | 1 - 2 | Changchun Yatai      | Puwan Stadium                | 28 de agosto | 17:30 |
| Henan Songshan Longmen | 2 - 1 | Guangzhou            | Zhengzhou Hanghai            | 28 de agosto | 19:30 |
| Wuhan Three Towns      | 5 - 1 | Shenzhen             | Wuhan Sports Center          | 28 de agosto | 19:30 |
| Meizhou Hakka          | 4 - 2 | Dalian Pro           | Wuhua Olympic Sports Center  | 28 de agosto | 19:30 |
| Zhejiang               | 3 - 0 | Hebei                | Huzhou Olympic Sports Center | 28 de agosto | 19:30 |

| Cangzhou Mighty Lions  | 0 - 2 | Shandong Taishan     | Mission Hills Football Base | 12 de agosto     | 20:00 |
| Guangzhou              | 1 - 2 | Chengdu Rongcheng    | Huadu                       | 12 de agosto     | 20:00 |
| Guangzhou City         | 2 - 0 | Tianjin Jinmen Tiger | Yuexiushan Stadium          | 3 de septiembre  | 19:30 |
| Beijing Guoan          | 2 - 2 | Zhejiang             | Rizhao Football Centre      | 6 de septiembre  | 19:30 |
| Changchun Yatai        | 1 - 2 | Wuhan Three Towns    | Changchun's People          | 20 de septiembre | 17:30 |
| Shanghái Shenhua       | 1 - 0 | Meizhou Hakka        | Jinzhou                     | 20 de septiembre | 17:30 |
| Dalian Pro             | 2 - 1 | Hebei                | Puwan                       | 20 de septiembre | 19:30 |
| Henan Songshan Longmen | 1 - 2 | Shanghái Port        | Zhengzhou Hanghai           | 20 de septiembre | 19:30 |
| Wuhan Yangtze River    | 0 - 3 | Shenzhen             | Dongxihu Sports Centre      | 20 de septiembre | 19:30 |

| Guangzhou         | 0 - 0 | Tianjin Jinmen Tiger   | Huadu                        | 9 de septiembre  | 19:30 |
| Meizhou Hakka     | 6 - 0 | Hebei                  | Wuhua Olympic Sports Center  | 10 de septiembre | 19:30 |
| Zhejiang          | 1 - 1 | Shanghái Shenhua       | Huzhou Olympic Sports Centre | 10 de septiembre | 19:30 |
| Changchun Yatai   | 2 - 0 | Wuhan Yangtze River    | Changchun's People           | 24 de septiembre | 17:30 |
| Dalian Pro        | 2 - 2 | Beijing Guoan          | Puwan                        | 24 de septiembre | 19:30 |
| Wuhan Three Towns | 3 - 4 | Cangzhou Mighty Lions  | Wuhan Sports Center          | 24 de septiembre | 19:30 |
| Shenzhen          | 0 - 4 | Shandong Taishan       | Jinan Olympic Sports Centre  | 24 de septiembre | 20:00 |
| Shanghái Port     | 2 - 0 | Guangzhou City         | Changchun's People           | 25 de septiembre | 17:30 |
| Chengdu Rongcheng | 0 - 0 | Henan Songshan Longmen | Shuangliu Sports Centre      | 25 de septiembre | 20:00 |

### Segunda vuelta
| Guangzhou City         | 1 - 0 | Guangzhou             | Yuexiushan                  | 13 de septiembre | 19:30 |
| Beijing Guoan          | 3 - 1 | Hebei                 | Rizhao Football Centre      | 14 de septiembre | 19:30 |
| Henan Songshan Longmen | 0 - 1 | Tianjin Jinmen Tiger  | Zhengzhou Hanghai           | 14 de septiembre | 19:30 |
| Meizhou Hakka          | 0 - 0 | Zhejiang              | Wuhua Olympic Sports Center | 14 de septiembre | 19:30 |
| Shandong Taishan       | 1 - 1 | Wuhan Three Towns     | Jinan Olympic Sports Centre | 14 de septiembre | 19:30 |
| Shanghái Port          | 3 - 0 | Chengdu Rongcheng     | Dalian Sports Center        | 29 de septiembre | 17:30 |
| Dalian Pro             | 1 - 2 | Shanghái Shenhua      | Puwan                       | 29 de septiembre | 19:30 |
| Wuhan Yangtze River    | 1 - 4 | Cangzhou Mighty Lions | Dongxihu Sports Center      | 29 de septiembre | 19:30 |
| Changchun Yatai        | 1 - 0 | Shenzhen              | Changchun's People          | 30 de septiembre | 17:30 |

| Henan Songshan Longmen | 3 - 0 | Cangzhou Mighty Lions | Mission Hills Football Base | 24 de octubre | 15:00 |
| Chengdu Rongcheng      | 1 - 1 | Zhejiang              | Wuyuan River                | 24 de octubre | 15:00 |
| Changchun Yatai        | 0 - 1 | Beijing Guoan         | Changchun's People          | 24 de octubre | 15:30 |
| Shanghái Port          | 7 - 0 | Meizhou Hakka         | Dalian Sports Center        | 24 de octubre | 17:30 |
| Shandong Taishan       | 3 - 0 | Guangzhou             | Jinan Olympic Sports Center | 24 de octubre | 19:30 |
| Tianjin Jinmen Tiger   | 3 - 1 | Wuhan Yangtze River   | Mission Hills Football Base | 24 de octubre | 20:00 |
| Shenzhen               | 2 - 1 | Hebei                 | Wuyuan River                | 24 de octubre | 20:00 |
| Shanghái Shenhua       | 1 - 1 | Guangzhou City        | Jinzhou                     | 25 de octubre | 17:30 |
| Wuhan Three Towns      | 4 - 0 | Dalian Pro            | Wuhan Sports Center         | 25 de octubre | 19:30 |

| Changchun Yatai      | 1 - 0 | Meizhou Hakka          | Changchun's People          | 29 de octubre | 15:30 |
| Hebei                | 0 - 4 | Guangzhou City         | Wuyuan River                | 29 de octubre | 17:30 |
| Shanghái Shenhua     | 1 - 2 | Cangzhou Mighty Lions  | Jinzhou                     | 29 de octubre | 17:30 |
| Shenzhen             | 0 - 2 | Henan Songshan Longmen | Mission Hills Football Base | 29 de octubre | 19:00 |
| Beijing Guoan        | 4 - 1 | Guangzhou              | Rizhao Football Centre      | 29 de octubre | 19:30 |
| Wuhan Three Towns    | 0 - 1 | Chengdu Rongcheng      | Wuhan Sports Center         | 29 de octubre | 19:30 |
| Tianjin Jinmen Tiger | 1 - 2 | Zhejiang               | Wuyuan River                | 29 de octubre | 20:00 |
| Shandong Taishan     | 3 - 1 | Shanghái Port          | Jinan Olympic Sports Center | 30 de octubre | 19:30 |
| Dalian Pro           | 2 - 1 | Wuhan Yangtze River    | Puwan                       | 30 de octubre | 19:30 |

| Hebei               | 0 - 5 | Cangzhou Mighty Lions  | Datong Sports Centre         | 4 de octubre | 17:30 |
| Dalian Pro          | 0 - 2 | Tianjin Jinmen Tiger   | Puwan                        | 4 de octubre | 19:30 |
| Zhejiang            | 2 - 1 | Wuhan Three Towns      | Huzhou Olympic Sports Center | 4 de octubre | 19:30 |
| Guangzhou City      | 1 - 1 | Shenzhen               | Yuexiushan                   | 4 de octubre | 19:30 |
| Shanghái Shenhua    | 1 - 0 | Henan Songshan Longmen | Jinzhou                      | 4 de octubre | 19:30 |
| Changchun Yatai     | 0 - 0 | Guangzhou              | Changchun's People           | 5 de octubre | 17:30 |
| Shanghái Port       | 0 - 1 | Beijing Guoan          | Dalian Sports Center         | 5 de octubre | 19:30 |
| Meizhou Hakka       | 1 - 2 | Shandong Taishan       | Wuhua Olympic Sports Center  | 5 de octubre | 19:30 |
| Wuhan Yangtze River | 0 - 1 | Chengdu Rongcheng      | Dongxihu Sports Center       | 5 de octubre | 19:30 |

| Henan Songshan Longmen | 1 - 0 | Hebei             | Zhengzhou Hanghai           | 8 de octubre | 19:30 |
| Cangzhou Mighty Lions  | 0 - 0 | Guangzhou City    | Mission Hills Football Base | 8 de octubre | 20:00 |
| Tianjin Jinmen Tiger   | 0 - 1 | Wuhan Three Towns | Wuyuan River                | 8 de octubre | 20:00 |
| Changchun Yatai        | 1 - 4 | Shanghái Port     | Changchun's People          | 9 de octubre | 15:30 |
| Beijing Guoan          | 3 - 3 | Shandong Taishan  | Rizhao Football Centre      | 9 de octubre | 19:30 |
| Dalian Pro             | 2 - 0 | Chengdu Rongcheng | Puwan                       | 9 de octubre | 19:30 |
| Guangzhou              | 1 - 3 | Meizhou Hakka     | Huadu                       | 9 de octubre | 19:30 |
| Wuhan Yangtze River    | 0 - 3 | Zhejiang          | Dongxihu Sports Centre      | 9 de octubre | 19:30 |
| Shenzhen               | 0 - 0 | Shanghái Shenhua  | Jinan Olympic Sports Centre | 9 de octubre | 20:00 |

| Changchun Yatai     | 0 - 0 | Shanghái Shenhua       | Changchun's People          | 3 de noviembre | 15:30 |
| Shandong Taishan    | 4 - 1 | Tianjin Jinmen Tiger   | Jinan Olympic Sports Centre | 3 de noviembre | 17:30 |
| Zhejiang            | 0 - 2 | Shenzhen               | Mission Hills Football Base | 3 de noviembre | 19:00 |
| Wuhan Three Towns   | 4 - 1 | Guangzhou City         | Wuhan Sports Center         | 3 de noviembre | 19:30 |
| Chengdu Rongcheng   | 6 - 0 | Hebei                  | Shuangliu Sports Centre     | 3 de noviembre | 19:30 |
| Shanghái Port       | 2 - 1 | Dalian Pro             | Dalian Sports Center        | 4 de noviembre | 17:30 |
| Guangzhou           | 3 - 3 | Cangzhou Mighty Lions  | Mission Hills Football Base | 4 de noviembre | 19:30 |
| Wuhan Yangtze River | 0 - 0 | Meizhou Hakka          | Dongxihu Sports Centre      | 4 de noviembre | 19:30 |
| Beijing Guoan       | 2 - 1 | Henan Songshan Longmen | Rizhao Football Centre      | 4 de noviembre | 19:30 |

| Shandong Taishan     | 2 - 0 | Shanghái Shenhua       | Jinan Olympic Sports Centre | 7 de noviembre | 17:30 |
| Tianjin Jinmen Tiger | 5 - 0 | Hebei                  | Mission Hills Football Base | 7 de noviembre | 19:00 |
| Chengdu Rongcheng    | 2 - 2 | Changchun Yatai        | Shuangliu Sports Centre     | 7 de noviembre | 19:30 |
| Guangzhou            | 1 - 5 | Zhejiang               | Wuyuan River                | 8 de noviembre | 15:00 |
| Wuhan Yantze River   | 2 - 1 | Guangzhou City         | Dongxihu Sports Centre      | 8 de noviembre | 15:30 |
| Shanghái Port        | 2 - 0 | Cangzhou Mighty Lions  | Dalian Sports Center        | 8 de noviembre | 17:30 |
| Meizhou Hakka        | 3 - 2 | Henan Songshan Longmen | Wuhua Olympic Sports Center | 8 de noviembre | 19:30 |
| Beijing Guoan        | 0 - 2 | Wuhan Three Towns      | Rizhao Football Centre      | 8 de noviembre | 19:30 |
| Shenzhen             | 0 - 2 | Dalian Pro             | Wuyuan River                | 8 de noviembre | 20:00 |

| Shandong Taishan  | 4 - 0 | Hebei                  | Jinan Olympic Sports Centre  | 12 de noviembre | 15:30 |
| Changchun Yatai   | 2 - 3 | Tianjin Jinmen Tiger   | Changchun's People           | 12 de noviembre | 19:00 |
| Chengdu Rongcheng | 3 - 2 | Shanghái Shenhua       | Shuangliu Sports Centre      | 12 de noviembre | 19:30 |
| Guangzhou City    | 0 - 1 | Meizhou Hakka          | Wuhua Olympic Sports Center  | 12 de noviembre | 19:30 |
| Dalian Pro        | 1 - 1 | Guangzhou              | Dalian Sports Center         | 13 de noviembre | 15:00 |
| Shenzhen          | 0 - 3 | Shanghái Port          | Mission Hills Football Base  | 13 de noviembre | 19:00 |
| Wuhan Three Towns | 1 - 3 | Henan Songshan Longmen | Wuhan Sports Center          | 13 de noviembre | 19:30 |
| Zhejiang          | 3 - 3 | Cangzhou Mighty Lions  | Huzhou Olympic Sports Center | 13 de noviembre | 19:30 |
| Beijing Guoan     | 3 - 1 | Wuhan Yantze River     | Rizhao Football Centre       | 13 de noviembre | 19:30 |

| Changchun Yatai        | 4 - 1 | Hebei              | Wuyuan River                      | 21 de noviembre | 19:00 |
| Tianjin Jinmen Tiger   | 2 - 1 | Shanghái Shenhua   | Mission Hills Football Base       | 21 de noviembre | 19:00 |
| Chengdu Rongcheng      | 2 - 1 | Shandong Taishan   | Shuangliu Sports Centre           | 21 de noviembre | 19:30 |
| Guangzhou City         | 1 - 2 | Beijing Guoan      | Jinjiang Sports Centre            | 21 de noviembre | 19:30 |
| Wuhan Three Towns      | 3 - 0 | Meizhou Hakka      | Wuhan Sports Center               | 21 de noviembre | 19:30 |
| Cangzhou Mighty Lions  | 1 - 1 | Dalian Pro         | Mission Hills Football Base       | 22 de noviembre | 19:00 |
| Henan Songshan Longmen | 3 - 0 | Wuhan Yantze River | Jinjiang Sports Centre            | 22 de noviembre | 19:30 |
| Shenzhen               | 2 - 1 | Guangzhou          | Jinjiang Football Training Centre | 22 de noviembre | 19:30 |
| Zhejiang               | 2 - 1 | Shanghái Port      | Huzhou Olympic Sports Center      | 22 de noviembre | 19:30 |

| Chengdu Rongcheng    | 3 - 0 | Guangzhou City         | Mission Hills Football Base       | 25 de noviembre | 19:00 |
| Shanghái Shenhua     | 1 - 2 | Beijing Guoan          | Jinjiang Football Training Center | 25 de noviembre | 19:30 |
| Changchun Yatai      | 0 - 2 | Cangzhou Mighty Lions  | Wuyuan River                      | 26 de noviembre | 15:00 |
| Dalian Pro           | 2 - 1 | Meizhou Hakka          | Dalian Sports Center              | 26 de noviembre | 15:00 |
| Shandong Taishan     | 5 - 0 | Wuhan Yantze River     | Jinan Olympic Sports Centre       | 26 de noviembre | 17:30 |
| Hebei                | 1 - 6 | Zhejiang               | Mission Hills Football Base       | 26 de noviembre | 19:00 |
| Shenzhen             | 0 - 4 | Wuhan Three Towns      | Jinjiang Football Training Center | 26 de noviembre | 19:30 |
| Guangzhou            | 1 - 1 | Henan Songshan Longmen | Jinjiang Sports Center            | 26 de noviembre | 19:30 |
| Tianjin Jinmen Tiger | 1 - 0 | Shanghái Port          | Wuyuan River                      | 26 de noviembre | 20:00 |

| Shandong Taishan     | 2 - 3 | Cangzhou Mighty Lions  | Jinan Olympic Sports Centre       | 30 de noviembre | 15:00 |
| Tianjin Jinmen Tiger | 1 - 0 | Guangzhou City         | Mission Hills Football Base       | 30 de noviembre | 19:00 |
| Hebei                | 1 - 4 | Dalian Pro             | Wuyuan River                      | 30 de noviembre | 19:00 |
| Shanghái Port        | 1 - 3 | Henan Songshan Longmen | Jinjiang Football Training Center | 30 de noviembre | 19:30 |
| Wuhan Three Towns    | 2 - 3 | Changchun Yatai        | Wuhan Sports Center               | 30 de noviembre | 19:30 |
| Zhejiang             | 2 - 0 | Beijing Guoan          | Huzhou Olympic Sports Center      | 30 de noviembre | 19:30 |
| Shenzhen             | 1 - 2 | Wuhan Yantze River     | Jinjiang Sports Center            | 30 de noviembre | 19:30 |
| Chengdu Rongcheng    | 2 - 0 | Guangzhou              | Wuyuan River                      | 1 de diciembre  | 19:00 |
| Meizhou Hakka        | 0 - 1 | Shanghái Shenhua       | Wuhua Olympic Sports Center       | 1 de diciembre  | 19:30 |

| Cangzhou Mighty Lions  | 0 - 4 | Wuhan Three Towns | Mission Hills Football Base       | 4 de diciembre  | 19:00 |
| Guangzhou City         | 1 - 2 | Shanghái Port     | Jinjiang Sports Center            | 4 de diciembre  | 19:30 |
| Wuhan Yantze River     | 1 - 1 | Changchun Yatai   | Dongxihu Sports Centre            | 4 de diciembre  | 19:30 |
| Beijing Guoan          | 1 - 3 | Dalian Pro        | Rizhao Football Centre            | 5 de diciembre  | 15:30 |
| Hebei                  | 0 - 4 | Meizhou Hakka     | Mission Hills Football Base       | 5 de diciembre  | 19:00 |
| Tianjin Jinmen Tiger   | 0 - 0 | Guangzhou         | Wuyuan River Field 2              | 5 de diciembre  | 19:00 |
| Henan Songshan Longmen | 0 - 1 | Chengdu Rongcheng | Jinjiang Sports Center            | 5 de diciembre  | 19:30 |
| Shanghái Shenhua       | 0 - 2 | Zhejiang          | Jinjiang Football Training Center | 5 de diciembre  | 19:30 |
| Shandong Taishan       | 8 - 0 | Shenzhen          | Jinan Olympic Sports Centre       | 19 de diciembre | 19:00 |

| Cangzhou Mighty Lions | 1 - 0 | Wuhan Yantze River     | Wuyuan River Field 2                 | 9 de diciembre  | 19:00 |
| Shanghái Shenhua      | 1 - 2 | Dalian Pro             | Jinjiang Sports Center               | 9 de diciembre  | 19:30 |
| Wuhan Three Towns     | 1 - 1 | Shandong Taishan       | Wuhan Sports Center                  | 9 de diciembre  | 19:30 |
| Chengdu Rongcheng     | 0 - 0 | Shanghái Port          | Chengdu Phoenix Mountain Sports Park | 10 de diciembre | 15:00 |
| Hebei                 | 0 - 4 | Beijing Guoan          | Mission Hills Football Base          | 10 de diciembre | 15:00 |
| Shenzhen              | 0 - 2 | Changchun Yatai        | Nanhai Sports Center                 | 10 de diciembre | 19:00 |
| Guangzhou             | 0 - 0 | Guangzhou City         | Jinjiang Football Training Center    | 10 de diciembre | 19:30 |
| Zhejiang              | 2 - 0 | Meizhou Hakka          | Huzhou Olympic Sports Center         | 10 de diciembre | 19:30 |
| Tianjin Jinmen Tiger  | 1 - 1 | Henan Songshan Longmen | Mission Hills Football Base          | 10 de diciembre | 20:00 |

| Dalian Pro            | 1 - 2 | Wuhan Three Towns      | Dalian Sports Center              | 14 de diciembre | 15:00 |
| Guangzhou City        | 1 - 1 | Shanghái Shenhua       | Jinjiang Sports Center            | 14 de diciembre | 19:30 |
| Wuhan Yantze River    | 0 - 3 | Tianjin Jinmen Tiger   | Dongxihu Sports Centre            | 14 de diciembre | 19:30 |
| Beijing Guoan         | 3 - 0 | Changchun Yatai        | Rizhao Football Centre            | 15 de diciembre | 15:00 |
| Cangzhou Mighty Lions | 1 - 1 | Henan Songshan Longmen | Mission Hills Football Base       | 15 de diciembre | 19:00 |
| Guangzhou             | 2 - 4 | Shandong Taishan       | Jinjiang Football Training Center | 15 de diciembre | 19:30 |
| Zhejiang              | 1 - 1 | Chengdu Rongcheng      | Huzhou Olympic Sports Center      | 15 de diciembre | 19:30 |
| Meizhou Hakka         | 0 - 1 | Shanghái Port          | Wuhua Olympic Sports Center       | 15 de diciembre | 19:30 |
| Hebei                 | 2 - 0 | Shenzhen               | Wuyuan River Field 2              | 15 de diciembre | 20:00 |

| Guangzhou              | 1 - 3 | Beijing Guoan        | Jinjiang Football Training Centre     | 23 de diciembre | 15:00     |
| Guangzhou City         | 4 - 1 | Hebei                | Jinjiang Sports Centre                | 23 de diciembre | 15:00     |
| Meizhou Hakka          | 1 - 0 | Changchun Yatai      | Wuhua Olympic Sports Centre Huitang   | 23 de diciembre | 15:00     |
| Wuhan Yantze River     | 3 - 0 | Dalian Pro           | Wuhan Five Ring Sports Centre         | 23 de diciembre | 15:00     |
| Cangzhou Mighty Lions  | 0 - 3 | Shanghái Shenhua     | Mission Hill Football Training Centre | 23 de diciembre | 20:00     |
| Chengdu Rongcheng      | 1 - 0 | Wuhan Three Towns    | Chengdu Phoenix Sports Park           | 23 de diciembre | 20:00     |
| Shanghái Port          | 2 - 0 | Shandong Taishan     | Jinjiang Sports Centre                | 23 de diciembre | 20:00     |
| Henan Songshan Longmen | 3 - 0 | Shenzhen             | Cancelado                             | Cancelado       | Cancelado |
| Zhejiang               | 3 - 0 | Tianjin Jinmen Tiger | Cancelado                             | Cancelado       | Cancelado |

| Chengdu Rongcheng      | 3 - 1 | Wuhan Yantze River | Chengdu Phoenix Sports Park           | 27 de diciembre | 15:00     |
| Guangzhou              | 1 - 4 | Changchun Yatai    | Jinjiang Sports Centre                | 27 de diciembre | 15:00     |
| Henan Songshan Longmen | 1 - 1 | Shanghái Shenhua   | Mission Hill Football Training Centre | 27 de diciembre | 15:00     |
| Shenzhen               | 0 - 3 | Guangzhou City     | Jinjiang Football Training Centre     | 27 de diciembre | 15:00     |
| Wuhan Three Towns      | 2 - 0 | Zhejiang           | Wuhan Sports Centre                   | 27 de diciembre | 20:00     |
| Beijing Guoan          | 0 - 3 | Shanghái Port      | Cancelado                             | Cancelado       | Cancelado |
| Shandong Taishan       | 3 - 0 | Meizhou Hakka      | Cancelado                             | Cancelado       | Cancelado |
| Cangzhou Mighty Lions  | 3 - 0 | Hebei              | Cancelado                             | Cancelado       | Cancelado |
| Tianjin Jinmen Tiger   | 0 - 3 | Dalian Pro         | Cancelado                             | Cancelado       | Cancelado |

| Hebei             | 0 - 4 | Henan Songshan Longmen | Wuyuan River Field 2                  | 30 de diciembre | 15:00     |
| Shanghái Shenhua  | 2 - 0 | Shenzhen               | Mission Hill Football Training Centre | 30 de diciembre | 15:00     |
| Chengdu Rongcheng | 3 - 0 | Dalian Pro             | Chengdu Phoenix Sports Park           | 31 de diciembre | 15:00     |
| Guangzhou City    | 1 - 4 | Cangzhou Mighty Lions  | Jinjiang Football Training Centre     | 31 de diciembre | 15:00     |
| Meizhou Hakka     | 1 - 0 | Guangzhou              | Wuhua Olympic Sports Centre Huitang   | 31 de diciembre | 15:00     |
| Shanghái Port     | 4 - 0 | Changchun Yatai        | Mission Hill Football Training Centre | 31 de diciembre | 15:00     |
| Zhejiang          | 4 - 0 | Wuhan Yantze River     | Huzhou Olympic Sports Centre          | 31 de diciembre | 15:00     |
| Shandong Taishan  | 3 - 0 | Beijing Guoan          | Cancelado                             | Cancelado       | Cancelado |
| Wuhan Three Towns | 3 - 0 | Tianjin Jinmen Tiger   | Cancelado                             | Cancelado       | Cancelado |

### Tabla de resultados cruzados
| Local \ Visitante      | BJG | CZL | CCY | CDR | DAL | GZH | GZC | HEB | HSL | MZH | SDT | SHS | SHP | SZH | TJT | WUH | WTT | ZJP |
| ---------------------- | --- | --- | --- | --- | --- | --- | --- | --- | --- | --- | --- | --- | --- | --- | --- | --- | --- | --- |
| Beijing Guoan          |     | 1–2 | 3–0 | 0–0 | 1–3 | 4–1 | 1–0 | 3–1 | 2–1 | 0–0 | 3–3 | 0–2 | 0–3 | 4–1 | 1–0 | 3–1 | 0–2 | 2–2 |
| Cangzhou Mighty Lions  | 1–1 |     | 1–2 | 0–0 | 1–1 | 2–0 | 0–0 | 3–0 | 1–1 | 1–1 | 0–2 | 0–3 | 0–0 | 1–2 | 0–2 | 1–0 | 0–4 | 1–1 |
| Changchun Yatai        | 0–1 | 0–2 |     | 0–1 | 1–1 | 0–0 | 4–1 | 4–1 | 0–0 | 1–0 | 1–2 | 0–0 | 1–4 | 1–0 | 2–3 | 2–0 | 1–2 | 1–1 |
| Chengdu Rongcheng      | 2–3 | 1–1 | 2–2 |     | 3–0 | 2–0 | 3–0 | 6–0 | 0–0 | 0–0 | 2–1 | 3–2 | 0–0 | 2–2 | 2–1 | 3–1 | 1–0 | 1–1 |
| Dalian Pro             | 2–2 | 2–0 | 2–2 | 2–0 |     | 1–1 | 0–3 | 2–1 | 0–2 | 2–1 | 1–3 | 1–2 | 1–1 | 5–1 | 0–2 | 2–1 | 1–2 | 1–1 |
| Guangzhou              | 1–3 | 3–3 | 1–4 | 1–2 | 0–0 |     | 0–0 | 1–0 | 1–1 | 1–3 | 2–4 | 0–1 | 0–1 | 4–1 | 0–0 | 0–1 | 1–2 | 1–5 |
| Guangzhou City         | 1–2 | 1–4 | 1–3 | 1–2 | 0–3 | 1–0 |     | 4–1 | 0–3 | 0–1 | 0–1 | 1–1 | 1–2 | 1–1 | 2–0 | 0–5 | 0–3 | 2–4 |
| Hebei                  | 0–4 | 0–5 | 1–7 | 0–1 | 1–4 | 0–1 | 0–4 |     | 0–4 | 0–4 | 0–7 | 1–3 | 0–2 | 2–0 | 3–4 | 2–1 | 0–4 | 1–6 |
| Henan Songshan Longmen | 3–0 | 3–0 | 6–2 | 0–1 | 2–2 | 2–1 | 2–1 | 1–0 |     | 0–1 | 4–1 | 1–1 | 1–2 | 3–0 | 0–1 | 3–0 | 0–3 | 3–1 |
| Meizhou Hakka          | 2–2 | 4–1 | 1–0 | 1–2 | 4–2 | 1–0 | 2–1 | 6–0 | 3–2 |     | 1–2 | 0–1 | 0–1 | 1–0 | 1–1 | 2–1 | 1–2 | 0–0 |
| Shandong Taishan       | 3–0 | 2–3 | 4–0 | 2–1 | 3–0 | 3–0 | 2–0 | 4–0 | 2–0 | 3–0 |     | 2–0 | 3–1 | 8–0 | 4–1 | 5–0 | 1–1 | 1–0 |
| Shanghái Shenhua       | 1–2 | 1–2 | 0–0 | 0–2 | 1–2 | 2–1 | 1–1 | 1–0 | 1–0 | 1–0 | 2–1 |     | 2–0 | 2–0 | 1–1 | 2–0 | 1–1 | 0–2 |
| Shanghái Port          | 0–1 | 2–0 | 4–0 | 3–0 | 2–1 | 1–0 | 2–0 | 2–1 | 1–3 | 7–0 | 2–0 | 1–1 |     | 2–0 | 1–0 | 0–1 | 0–1 | 1–1 |
| Shenzhen               | 2–1 | 1–0 | 0–2 | 2–0 | 0–2 | 2–1 | 0–3 | 2–1 | 0–2 | 1–2 | 0–4 | 0–0 | 0–3 |     | 2–3 | 1–2 | 0–4 | 0–2 |
| Tianjin Jinmen Tiger   | 1–2 | 3–0 | 2–2 | 1–1 | 0–3 | 0–0 | 1–0 | 5–0 | 1–1 | 1–0 | 0–1 | 2–1 | 1–0 | 1–2 |     | 3–1 | 0–1 | 1–2 |
| Wuhan Yangtze River    | 1–4 | 1–4 | 1–1 | 0–1 | 3–0 | 2–1 | 2–1 | 2–1 | 2–2 | 0–0 | 1–2 | 2–2 | 1–2 | 0–3 | 0–3 |     | 1–3 | 0–3 |
| Wuhan Three Towns      | 5–1 | 3–4 | 2–3 | 0–1 | 4–0 | 6–0 | 4–1 | 5–0 | 1–3 | 3–0 | 1–1 | 4–2 | 2–1 | 5–1 | 3–0 | 5–0 |     | 2–0 |
| Zhejiang               | 2–0 | 3–3 | 0–0 | 1–1 | 2–0 | 3–0 | 2–0 | 3–0 | 0–1 | 2–0 | 2–0 | 1–1 | 2–1 | 0–2 | 3–0 | 4–0 | 2–1 |     |

## Estadísticas

### Goleadores
- Actualizado el 31 de diciembre de 2022.
| Pos. | Jugador              | Club                  | Goles |
| ---- | -------------------- | --------------------- | ----- |
| 1    | Marcão               | Wuhan Three Towns     | 27    |
| 2    | Crysan               | Shandong Taishan      | 25    |
| 3    | Davidson             | Wuhan Three Towns     | 18    |
| 4    | Zhang Yuning         | Beijing Guoan         | 17    |
| 4    | Nyasha Mushekwi      | Zhejiang              | 17    |
| 6    | José Kanté           | Cangzhou Mighty Lions | 14    |
| 7    | Franko Andrijašević  | Zhejiang              | 13    |
| 7    | Lin Liangming        | Dalian Pro            | 13    |
| 9    | Rômulo               | Chengdu Rongcheng     | 12    |
| 9    | Felicio Brown Forbes | Wuhan Yangtze River   | 12    |

### Asistencias
- Actualizado el 31 de diciembre de 2022.
| Pos. | Jugador         | Club                  | Asistencias |
| ---- | --------------- | --------------------- | ----------- |
| 1    | Moisés          | Shandong Taishan      | 16          |
| 2    | Davidson        | Wuhan Three Towns     | 13          |
| 3    | Nicolae Stanciu | Wuhan Three Towns     | 12          |
| 4    | Erik            | Changchun Yatai       | 9           |
| 4    | Xie Pengfei     | Wuhan Three Towns     | 9           |
| 4    | Yan Xiangchuang | Dalian Pro            | 9           |
| 7    | Nebojša Kosović | Meizhou Hakka         | 8           |
| 7    | Oscar Maritu    | Cangzhou Mighty Lions | 8           |
| 7    | Zhang Xizhe     | Beijing Guoan         | 8           |
| 10   | Kang Sang-woo   | Beijing Guoan         | 7           |